# Овсянниковщина
Овсянниковщина — деревня в Доможировском сельском поселении Лодейнопольского района Ленинградской области.

## История
ОВСЯНИКОВЩИНА — деревня принадлежит Казённому ведомству, число жителей по ревизии: 36 м. п., 45 ж. п. (1838 год)

ОВСЯНИКОВЩИНА — деревня Ведомства государственного имущества, по просёлочной дороге, число дворов — 25, число душ — 28 м. п. (1856 год)

ОВСЯНИКОВЩИНА — деревня казённая при реке Малой Ояте, число дворов — 18, число жителей: 32 м. п., 51 ж. п. (1862 год)

Сборник Центрального статистического комитета описывал её так:

ОВСЯННИКОВЩИНА — деревня бывшая государственная при реке Ояти, дворов — 30, жителей — 128; лавка. (1885 год)

В конце XIX — начале XX века деревня административно относилась к Доможировской волости 3-го стана Новоладожского уезда Санкт-Петербургской губернии.
По данным «Памятной книжки Санкт-Петербургской губернии» за 1905 год деревня Овсяниковщина входила в Фоминское сельское общество.
По данным 1933 года деревня называлась Овсяниковщина и входила в состав Доможировского сельсовета Пашского района.

Деревня Овсянниковщина на карте РККА 1940 года

На карте РККА 1940 года деревня Овсянниковщина обозначена как безымянный населённый пункт к северу и смежно с деревней Фомино.
На 1 января 1950 года в деревне Овсянниковщина числилось 5 хозяйств и 12 жителей.
По данным 1966 и 1973 года деревня Овсянниковщина входила в состав Доможировского сельсовета Волховского района.
По данным 1990 года деревня Овсянниковщина входила в состав Доможировского сельсовета Лодейнопольского района.
В 1997 году в деревне Овсянниковщина Доможировской волости проживали 2 человека, в 2002 году — также 2 человека (все русские).
С 1 января 2006 года в составе Вахновакарского сельского поселения.
В 2007 году в деревне Овсянниковщина Вахновокарского СП, также проживали 2 человека, в 2010 году постоянного населения не было.
С 2012 года в составе Доможировского сельского поселения.

## География
Деревня расположена в западной части района к северу от автодороги Р21 (E 105) «Кола» (Санкт-Петербург — Петрозаводск — Мурманск).
Расстояние до административного центра поселения — 3 км.
Расстояние до ближайшей железнодорожной станции Оять-Волховстроевский — 5 км.
Деревня находится на левом берегу реки Оять.

## Демография
| 1838 | 1862 | 1885 | 1950 | 1997 | 2007 | 2010 |
| ---- | ---- | ---- | ---- | ---- | ---- | ---- |
| 81   | ↗83  | ↗128 | ↘12  | ↘2   | →2   | ↘0   |
| 2014 | 2017 |      |      |      |      |      |
| ↗1   | →1   |      |      |      |      |      |

### Национальный состав
Согласно данным Всероссийской переписи населения 2021 года в деревне проживал 1 человек, русский.

## Инфраструктура
По данным администрации Доможировского сельского поселения:
- на 1 января 2014 года в деревне было зарегистрировано 1 домохозяйство и 1 житель[21].
- на 1 января 2021 года в деревне также было зарегистрировано 1 домохозяйство и 1 житель[22].